# Делівен (Нью-Йорк)
Делівен (англ. Delevan) — селище (англ. village) в США, в окрузі Каттарогус штату Нью-Йорк. Населення — 1043 особи (2020).

## Географія
Делівен розташований за координатами 42°29′29″ пн. ш. 78°28′47″ зх. д. / 42.49139° пн. ш. 78.47972° зх. д. (42.491288, -78.479603).  За даними Бюро перепису населення США в 2010 році селище мало площу 2,57 км², уся площа — суходіл.

## Демографія
Згідно з переписом 2010 року, у селищі мешкало 1089 осіб у 440 домогосподарствах у складі 286 родин. Густота населення становила 423 особи/км².  Було 483 помешкання (188/км²).
Расовий склад населення:
| - 97,5 % — білих - 0,9 % — азіатів - 0,4 % — корінних американців - 0,3 % — чорних або афроамериканців |

До двох чи більше рас належало 0,8 %. Частка іспаномовних становила 0,4 % від усіх жителів.
За віковим діапазоном населення розподілялося таким чином: 27,1 % — особи молодші 18 років, 60,7 % — особи у віці 18—64 років, 12,2 % — особи у віці 65 років та старші. Медіана віку мешканця становила 36,3 року. На 100 осіб жіночої статі у селищі припадало 98,7 чоловіків;  на 100 жінок у віці від 18 років та старших — 90,4 чоловіків також старших 18 років.
Середній дохід на одне домашнє господарство  становив 43 683 долари США (медіана — 36 172), а середній дохід на одну сім'ю — 50 340 доларів (медіана — 45 521). Медіана доходів становила 41 765 доларів для чоловіків та 25 395 доларів для жінок. За межею бідності перебувало 20,1 % осіб, у тому числі 22,0 % дітей у віці до 18 років та 14,6 % осіб у віці 65 років та старших.
Цивільне працевлаштоване населення становило 498 осіб. Основні галузі зайнятості: освіта, охорона здоров'я та соціальна допомога — 22,7 %, виробництво — 11,8 %, роздрібна торгівля — 11,6 %.